# ريبيكا شو
ريبيكا شو (بالإنجليزية: Rebecca Shaw)‏ هي كاتِبة بريطانية، ولدت في 1931 في ليدز في المملكة المتحدة، وتوفيت في سبتمبر 2015 في دورشيستر (دورست) في المملكة المتحدة.

## وصلات خارجية
- الموقع الرسمي